# Fryderyk I Lotaryński
Fryderyk I Lotaryński (urodzony ok. 1152 – zmarł 7 kwietnia 1206), hrabia Bitsch, Gerbéviller, Ormes, książę Lotaryngii (od 1205). 

## Życiorys
Syn księcia Lotaryngii Mateusza I i Berty (Judyty) córki Fryderyka II Jednookiego księcia Szwabii. Po śmierci Mateusza I, jego następcą został Szymon II, Fryderyk wspierany przez matkę rozpoczął wojnę z bratem o panowanie w księstwie. Trzyletnie zmagania zakończyło podpisanie traktatu pokojowego w Ribemont w 1179 r. Na mocy pokoju, księstwo zostało podzielone na dwie części: południową (Szymon II) i północną (Fryderyk I). Podział utrzymał się do 1205 roku, gdy Szymon II abdykował przekazując księstwo swemu bratankowi. Fryderyk I zdołał jednak połączyć obie części księstwa. Zmarł w 1206 r. został pochowany w opactwie Stürzelbronn.

## Rodzina

### Małżeństwo i potomstwo
Z małżeństwa  Fryderyka I Lotaryńskiego i Wierzchosławy Ludmiły pochodziło dziewięcioro dzieci:
- Fryderyk II (ur. ?, zm. 1213) – książę Lotaryngii w latach 1206–1213,
- Teodoryk Diabeł (ur. ?, zm. ?) – pan na Autigny, który pozostawił potomstwo znane jako linia baronów Deuilly, margrabiów Trichateau i margrabiów na Chastelet d'Autigny (linia męska wymarła w XVIII wieku),
- Henryk (ur. ?, zm. p. 1261) – pan de Bayon (jego potomstwo męskie wymarło w następnym stuleciu),
- Filip (ur. ?, zm. 1243) – pan na Gebweilerze, który zmarł bezpotomny,
- Mateusz (ur. 1170, zm. 1217) – biskup Toul,
- Agata (ur. ?, zm. 1242) – opatka w Remiremont,
- Judyta (ur. ok. 1171, zm. po III 1224) – żona Henryka II, hrabiego Salm,
- Jadwiga (ur. ?, zm. 1228) – żona Jerzego, hrabiego na Zweibrücken,
- Kunegunda (ur. ?, zm. 1214) – żona Walrama IV, hrabiego Luksemburga i Limburg-Arlon, która pozostawiła liczne potomstwo.

### Genealogia
| Szymon I Lotaryński ur. ok. 1076 zm. 13 I 1138 | Szymon I Lotaryński ur. ok. 1076 zm. 13 I 1138 |                                                 |                                                 | Adelajda ur. ? zm. ? | Adelajda ur. ? zm. ? |  |  | Fryderyk II Jednooki ur. 1090, zm. 4 IV 1147             | Fryderyk II Jednooki ur. 1090, zm. 4 IV 1147             |                                                          |                                                          | Judyta ur. ?, zm. 22 II zap. w okr. 1130–1131            | Judyta ur. ?, zm. 22 II zap. w okr. 1130–1131            |  |
|                                                |                                                |                                                 |                                                 |                      |                      |  |  |                                                          |                                                          |                                                          |                                                          |                                                          |                                                          |  |
|                                                |                                                |                                                 |                                                 |                      |                      |  |  |                                                          |                                                          |                                                          |                                                          |                                                          |                                                          |  |
|                                                |                                                | Mateusz I Lotaryński ur. ok. 1110 zm. 13 V 1176 | Mateusz I Lotaryński ur. ok. 1110 zm. 13 V 1176 |                      |                      |  |  | Berta (Judyta) ur. 1123 zm. w okr. 18 X 1194–25 III 1195 | Berta (Judyta) ur. 1123 zm. w okr. 18 X 1194–25 III 1195 | Berta (Judyta) ur. 1123 zm. w okr. 18 X 1194–25 III 1195 | Berta (Judyta) ur. 1123 zm. w okr. 18 X 1194–25 III 1195 | Berta (Judyta) ur. 1123 zm. w okr. 18 X 1194–25 III 1195 | Berta (Judyta) ur. 1123 zm. w okr. 18 X 1194–25 III 1195 |  |
|                                                |                                                |                                                 |                                                 |                      |                      |  |  |                                                          |                                                          |                                                          |                                                          |                                                          |                                                          |  |
|                                                |                                                |                                                 |                                                 |                      |                      |  |  |                                                          |                                                          |                                                          |                                                          |                                                          |                                                          |  |
|                                                |                                                |                                                 |                                                 |                      |                      |  |  |                                                          |                                                          |                                                          |                                                          |                                                          |                                                          |  |

|                                            |                                            | Wierzchosława Ludmiła ur. p. 1153 zm. zap. 1223 OO ok. 1166 | Wierzchosława Ludmiła ur. p. 1153 zm. zap. 1223 OO ok. 1166 | Fryderyk I Lotaryński (ur. p. 1152 zm. 7 IV 1206) | Fryderyk I Lotaryński (ur. p. 1152 zm. 7 IV 1206) |                                     |                                     |                                      |                                      |
|                                            |                                            |                                                             |                                                             |                                                   |                                                   |                                     |                                     |                                      |                                      |
|                                            |                                            |                                                             |                                                             |                                                   |                                                   |                                     |                                     |                                      |                                      |
|                                            |                                            |                                                             |                                                             |                                                   |                                                   |                                     |                                     |                                      |                                      |
| Fryderyk II Lotaryński ur. ? zm. 10 X 1213 | Fryderyk II Lotaryński ur. ? zm. 10 X 1213 | Teodoryk Diabeł ur. ? zm. ?                                 | Teodoryk Diabeł ur. ? zm. ?                                 | Henryk Lombardzki ur. ? zm. p. 1261               | Henryk Lombardzki ur. ? zm. p. 1261               | Filip Lotaryński ur. ? zm. 1243     | Filip Lotaryński ur. ? zm. 1243     | Mateusz Lotaryński ur. 1170 zm. 1217 | Mateusz Lotaryński ur. 1170 zm. 1217 |
|                                            |                                            |                                                             |                                                             |                                                   |                                                   |                                     |                                     |                                      |                                      |
| Agata Lotaryńska ur. ? zm. 1242            | Agata Lotaryńska ur. ? zm. 1242            | Judyta Lotaryńska ur. ok. 1171 zm. po III 1224              | Judyta Lotaryńska ur. ok. 1171 zm. po III 1224              | Jadwiga Lotaryńska ur. ? zm. 1228                 | Jadwiga Lotaryńska ur. ? zm. 1228                 | Kunegunda Lotaryńska ur. ? zm. 1214 | Kunegunda Lotaryńska ur. ? zm. 1214 |                                      |                                      |